# Pęzino (gmina)
Pęzino – dawna gmina wiejska istniejąca w latach 1945–1954 i 1973–1976 w woj. szczecińskim (dzisiejsze woj. zachodniopomorskie). Siedzibą władz gminy było Pęzino.
Gmina Pęzino powstała po II wojnie światowej na terenie tzw. Ziem Odzyskanych (tzw. III okręg administracyjny – Pomorze Zachodnie). 28 czerwca 1946 gmina – jako jednostka administracyjna powiatu stargardzkiego – weszła w skład nowo utworzonego woj. szczecińskiego.
Według stanu z 1 lipca 1952 gmina składała się z 7 gromad: Gogolewo, Pęzino, Strachocin, Święte, Trzebiatów, Tychowo i Żukowo. Gmina została zniesiona 29 września 1954 wraz z reformą wprowadzającą gromady w miejsce gmin.
Jednostkę reaktywowano 1 stycznia 1973 w tymże powiecie i województwie. 1 czerwca 1975 gmina weszła w skład nowo utworzonego (mniejszego) woj. szczecińskiego.
2 lipca 1976 gmina została zniesiona, a jej obszar włączony do gmin:
- Stargard Szczeciński (obszary sołectw: Golina, Pęzino i Trzebiatów),
- Suchań (obszar sołectwa Brudzewice).